# Google Neural Machine Translation
Google Neural Machine Translation (en español: Traducción automática neuronal de Google) es una tecnología de Google presentada en septiembre de 2016, que utiliza deep learning para producir mejores traducciones entre diferentes lenguajes; la traducción automática neuronal de Google puede, por ejemplo, traducir entre dos idiomas diferentes sin establecer previamente una conexión directa entre ambos; además, este nuevo motor traduce frases completas, lo que resulta en resultados más coherentes y precisos.
En ese proceso de expansión, el sistema Google Neural Machine Translation utiliza un sistema conocido como Zero-Shot Translation, que facilita el proceso de expansión hacia los más de 100 lenguajes soportados por Google Translate. La principal diferencia entre GNMT y su predecesor radica en que el nuevo modelo se basa en un lo que se conoce como “redes neurales”, las cuales son básicamente un sistema informático que busca emular los procesos que tienen lugar en el cerebro humano.

## Características
- Google Neural Machine Translation puede traducir entre dos idiomas diferentes sin establecer previamente una conexión directa entre ambos.
- Google Neural Machine Translation no utiliza el idioma inglés como puente para traducir entre castellano y coreano.
- Las redes neuronales del sistema son capaces de establecer conexiones entre conceptos y palabras que no han sido relacionadas por sus programadores.
- Produce un lenguaje propio de forma interna empleado para representar diferentes conceptos.[3]